# Thomas Koller
Thomas Koller (* 22. August 1953 in Luzern) ist ein Schweizer Rechtswissenschaftler.

## Leben
Er studierte von 1972 bis 1977 Rechtswissenschaft an der Universität Bern (Lizentiat 1977). Seit 1997 war er Ordinarius am Zivilistischen Seminar der Universität Bern. Seit 2019 ist er emeritiert.
Seine Forschungsschwerpunkte sind UN-Kaufrecht (CISG; Wiener Kaufrecht), Anweisungs- und Akkreditivrecht, Wechselwirkungen zwischen dem Privatrecht und dem Steuerrecht (momentan hauptsächlich Gemeinnützigkeitsrecht), Wechselwirkungen zwischen dem Privatrecht und dem Sozial(versicherungs)recht (momentan vorwiegend zum Verhältnis zwischen Verwandtenunterstützungsrecht und Sozialhilferecht) und Mietrecht.

## Schriften (Auswahl)
- Privatrecht und Steuerrecht. Eine Grundlagenstudie zur Interdependenz zweier Rechtsgebiete. Bern 1993, ISBN 3-7272-9395-0.
- Begünstigtenordnung zweite und dritte Säule. Gutachten zuhanden des Bundesamtes für Sozialversicherung. Bern 1998, OCLC 884389888.
- mit Hanna Muralt Müller (Hrsg.): Tagung 2001 für Informatik und Recht. Vom 18./19. September 2001 in Bern. Nationale und internationale Bezüge des E-Commerce, Auswirkungen von E-Democracy auf den Rechtsstaat. Bern 2002, ISBN 3-7272-2161-5.
- mit Heinrich Koller (Hrsg.): Tagung 2003 für Informatik und Recht. Vom 29. August 2003 in Bern. Recht und Rechtsdaten – Anspruch und Wirklichkeit. Bern 2004, ISBN 3-7272-2163-1.